# Аякина, Татьяна Александровна
Татьяна Александровна Аякина (род. 8 января 1995) — российская самбистка и дзюдоистка, серебряный призёр первенств России по дзюдо среди кадетов и юниоров, бронзовый призёр чемпионатов России по самбо (2016) и дзюдо (2013, 2019), мастер спорта России по самбо и дзюдо. По самбо выступала в полулёгкой весовой категории (до 52 кг). Наставниками Аякиной были Сурен Балачинский, А. Н. Савельев и Михаил Мартынов.

## Спортивные результаты
- Первенство России по дзюдо среди кадетов 2009 — ;
- Первенство России по дзюдо среди кадетов 2011 — ;
- Первенство России по дзюдо среди юниоров 2015 — ;
- Чемпионат России по дзюдо 2013 — ;
- Чемпионат России по самбо 2016 — ;
- Кубок России по дзюдо 2017 — ;
- Чемпионат России по дзюдо 2019 — ;